# Saint-Denis-les-Ponts
Saint-Denis-les-Ponts är en kommun i departementet Eure-et-Loir i regionen Centre-Val de Loire strax norr om centrala Frankrike. Kommunen ligger i kantonen Châteaudun som tillhör arrondissementet Châteaudun. År 2018 hade Saint-Denis-les-Ponts 1 679 invånare.

## Befolkningsutveckling
Antalet invånare i kommunen Saint-Denis-les-Ponts
Referens:INSEE